# Скотт, Уолтер Монтегю Дуглас, 8-й герцог Баклю
Уолтер Джон Монтегю Дуглас Скотт, 8-й герцог Баклю и 10-й герцог Куинсберри (англ. Walter John Montagu Douglas Scott, 8th Duke of Buccleuch and 10th Duke of Queensberry; 30 декабря 1894 — 4 октября 1973) — шотландский аристократ, пэр и консервативный политик. С 1914 по 1935 год он был известен как граф Далкейт.

## Ранняя жизнь и образование

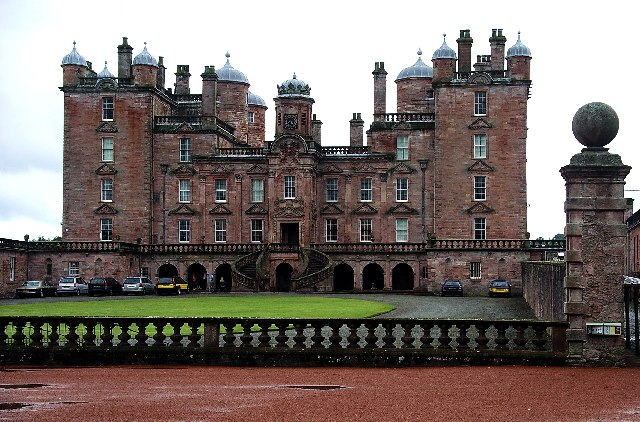
Замок Драмланриг, Дамфрис и Галлоуэй — резиденция герцогов Баклю

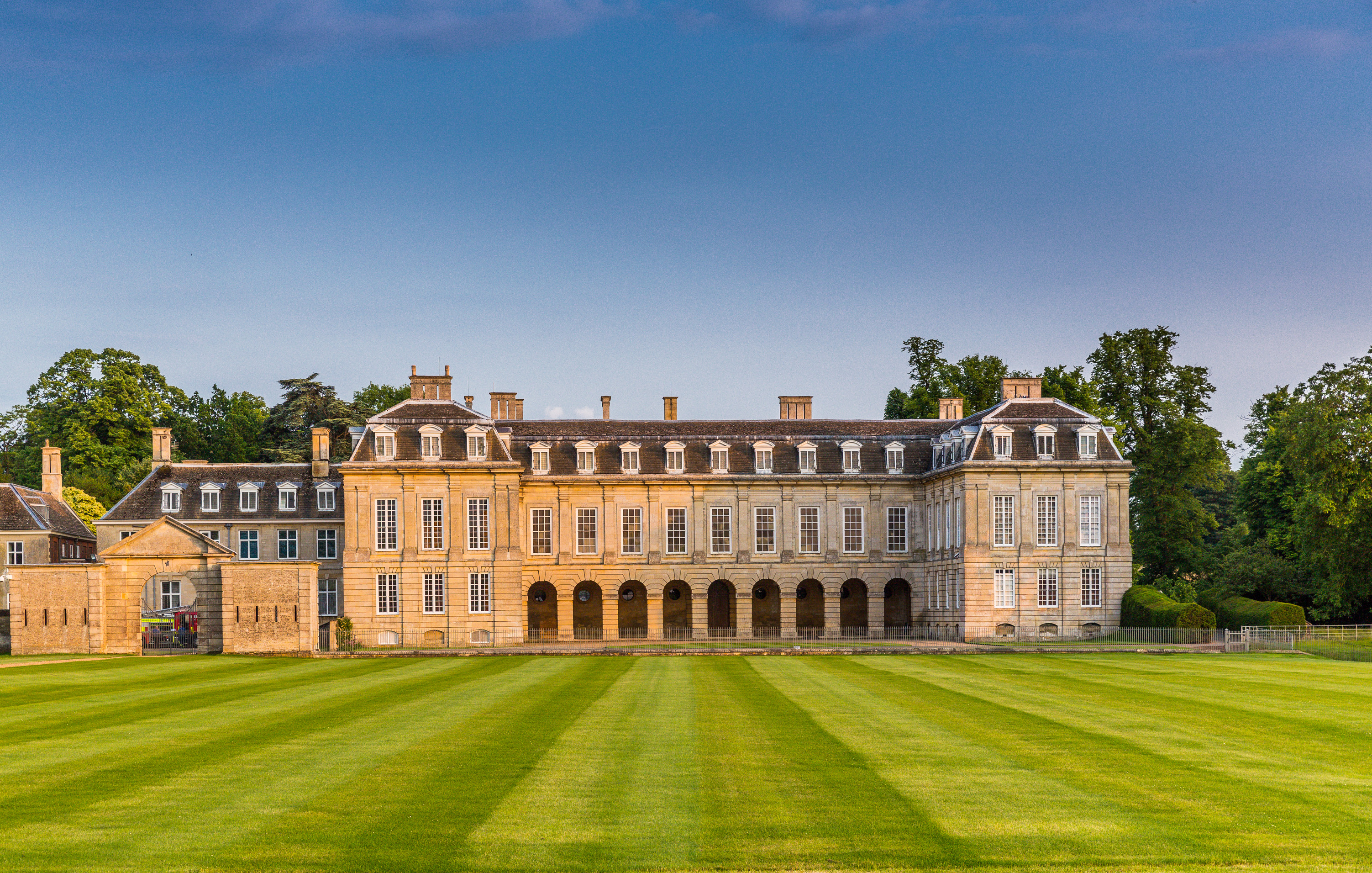
Баутон-хаус, Нортгемптоншир — резиденция герцогов Баклю

Родился 30 декабря 1894 года. Старший сын Джона Монтегю Дугласа Скотта, 7-го герцога Баклю (1864—1935), и леди Маргарет Элис «Молли» Бриджмен (1872—1954). Его сестра Алиса в 1935 году вышла замуж за принца Генриха, герцога Глостерского (одного из дядей королевы Елизаветы II по отцовской линии) и стала членом британской королевской семьи.
Монтегю Дуглас Скотт получил образование в Итонском колледже и Крайст-черче, Оксфорд, и сделал военную карьеру, командуя 4-м батальоном королевских шотландских пограничников. Он также был генерал-капитаном Королевской роты лучников.

## Политическая деятельность
Будучи графом Далкейтом, Скотт был членом парламента Шотландской юнионистской партии (MP) от Роксбургшира и Селкиркшира с 1923 по 1935 год, когда он сменил герцога Баклю и герцога Куинсберри. Его сменил на посту члена парламента от избирательного округа его брат, лорд Уильям Скотт (1935—1950). По словам Каулинга, он встречался в Лондоне с немецким послом Иоахимом фон Риббентропом. Известный как прогерманец, он был вынужден «уйти в отставку» с поста лорда-стюарда королем Георгом VI. Он присутствовал на праздновании 50-летия Гитлера в 1939 году он выступил против войны с Германией. Как только война разразилась, он выступил за перемирие, которое позволило бы Гитлеру сохранить всю завоеванную им территорию.
Скотт начал расистскую кампанию против рабочих в Британском Гондурасском лесничестве, которые приехали в Шотландию, чтобы помочь в военных действиях. Он жаловался, что рабочие не только ленивы, но и обеспокоены тем, что некоторые из них женились на местных женщинах. Гарольд Макмиллан, заместитель министра колоний, ответил на его жалобы, предположив, что проблема была больше в крайнем холоде, с которым столкнулись гондурасцы — совершенно отличном от их тропической родины.
Уолтер Монтегю Дуглас Скотт, 8-й герцог Баклю, занимал должности лорда-стюарда королевского двора (1937—1940) и лорда-клерка регистра (1956—1973), а также был лордом-лейтенантом Роксбургшира (1932—1973) и канцлером Ордена Чертополоха (1966—1973).

## Личная жизнь
21 апреля 1921 года он женился на Вреде Эстер Мэри Ласселлз (17 сентября 1900 — 9 февраля 1993), дочери майора Уильяма Фрэнка Ласселлза (1863—1913) и леди Сибиллы Эвелин де Вер Боклерк (1871—1910), внучке Уильяма Боклерка, 10-го герцога Сент-Олбанса (1840—1898). У них было трое детей, шестнадцать внуков, сорок четыре правнука и два праправнука:
- Леди Элизабет Диана Монтегю Дуглас Скотт (20 января 1922 — 19 сентября 2012) вышла замуж за Хью Перси, 10-го герцога Нортумберленда, 12 июня 1946 года. У них семеро детей и семнадцать внуков.
- Уолтер Фрэнсис Джон Монтегю Дуглас Скотт, 9-й герцог Баклю (28 сентября 1923 — 4 сентября 2007), женился на Джейн Макнил 10 января 1953 года. У них четверо детей, десять внуков и два правнука.
- Леди Каролина Маргарет Монтегю Дуглас Скотт (7 ноября 1927 — 17 октября 2004) вышла замуж за сэра Иэна Гилмора, 3-го баронета, 10 июля 1951 года. У них пятеро детей и семнадцать внуков.

78-летний Уолтер Монтегю Дуглас Скотт, 8-й герцог Баклю, скончался 4 октября 1973 года и был похоронен среди руин аббатства Мелроуз. Его титулы и владения унаследовал его единственный сын Уолтер Фрэнсис Джон Монтегю Дуглас Скотт, 9-й герцог Баклю.

## Титулатура
- 8-й герцог Баклю (с 19 октября 1935)
- 10-й герцог Куинсберри (с 19 октября 1935)
- 10-й маркиз Дамфризшир (с 19 октября 1935)
- 11-й граф Баклю (с 19 октября 1935)
- 8-й граф Донкастер (с 19 октября 1935)
- 8-й граф Далкейт (с 19 октября 1935)
- 8-й лорд Скотт из Тиндалла, Нортумберленд (с 19 октября 1935)
- 8-й лорд Скотт из Уитчестера и Эскдейлла (с 19 октября 1935)
- 12-й лорд Скотт из Баклю (с 19 октября 1935).